# ایگلویل (ویسکانسین)
ایگلویل (به انگلیسی: Eagleville) یک منطقهٔ مسکونی در ایالات متحده آمریکا است که در شهرستان واکیشا، ویسکانسین واقع شده‌است. ایگلویل ۲۴۸٫۱۱ متر بالاتر از سطح دریا واقع شده‌است.